# Schofield Peak
Der Schofield Peak ist ein Berg im ostantarktischen Viktorialand. Er ragt 1,5 km südöstlich des Mount McCarthy in der Barker Range der Victory Mountains auf.
Der United States Geological Survey kartierte ihn anhand eigener Vermessungen und Luftaufnahmen der United States Navy aus den Jahren von 1960 bis 1964. Das Advisory Committee on Antarctic Names benannte ihn 1969 nach Edmund A. Schofield, Biologe auf der Hallett Station in der Sommersaison 1964/1964 und auf der McMurdo-Station in der Sommersaison 1967/1968.